# Европско првенство у атлетици у дворани 1980 — скок увис за жене
Такмичење у скоку увис у женској конкуренцији на 11. Европском првенству у атлетици у дворани 1980. године одржано је 1. марта.  у Стакленој дворани у Зинделфингену (Западна Немачка).
Титулу европске првакиње освојену на Европском првенству у дворани 1979. у Бечу бранила је Андреа Матаи из Мађарске.

## Земље учеснице
Учествовалло је 12 такмичарки из 8 земаља.
1. Белгија (1)
2. Француска (1)
3. Мађарска (1)
4. Италија (2)
5. Пољска (2)
6. Совјетски Савез (2)
7. Шведска (1)
8. Западна Немачка (2)

## Рекорди
| Рекорди пре почетка Европског првенства у дворани 1978.     | Рекорди пре почетка Европског првенства у дворани 1978. | Рекорди пре почетка Европског првенства у дворани 1978. | Рекорди пре почетка Европског првенства у дворани 1978. | Рекорди пре почетка Европског првенства у дворани 1978. | Рекорди пре почетка Европског првенства у дворани 1978. |
| ----------------------------------------------------------- | ------------------------------------------------------- | ------------------------------------------------------- | ------------------------------------------------------- | ------------------------------------------------------- | ------------------------------------------------------- |
| Светски рекорд у дворани                                    | Андреа Матаи                                            | Мађарска                                                | 1,98                                                    | Будимпешта, Мађарска                                    | 17. фебруар 1979.                                       |
| Европски рекорд у дворани                                   | Андреа Матаи                                            | Мађарска                                                | 1,98                                                    | Будимпешта, Мађарска                                    | 17. фебруар 1979.                                       |
| Рекорди европских првенстава у дворани                      | Сара Симеони                                            | Италија                                                 | 1,94                                                    | Милано, (Италија)                                       | 11, март 1978.                                          |
| Рекорди после завршеног Европског првенства у дворани 1979. |                                                         |                                                         |                                                         |                                                         |                                                         |
| Рекорди европских првенстава у дворани                      | Сара Симеони                                            | Италија                                                 | 1,95                                                    | Зинделфинген, (Западна Немачка)                         | 1, март 1980.                                           |

## Освајачи медаља
|                      |                       |                      |
| Сара Симеони Италија | Андреа Матаи Мађарска | Уршула Кјелан Пољска |

## Резултати
|     | Атлетичарка       | Земља           | Резултат | Белешка |
| --- | ----------------- | --------------- | -------- | ------- |
|     | Сара Симеони      | Италија         | 1,95     | РЕПд    |
|     | Андреа Матаи      | Мађарска        | 1,93     |         |
|     | Уршула Кјелан     | Пољска          | 1,93     |         |
| 4.  | Валентина Палујко | Совјетски Савез | 1,90     |         |
| 5.  | Петра Вционтек    | Западна Немачка | 1,87     |         |
| 6.  | Алесандра Фосати  | Италија         | 1,87     |         |
| 7.  | Ан Ева Карлсон    | Шведска         | 1,87     |         |
| 8.  | Елжбјета Кравчук  | Пољска          | 1,84     |         |
| 9.  | Кристин Соетвеј   | Белгија         | 1,84     |         |
| 10. | Јелена Попкова    | Совјетски Савез | 1,84     |         |
| 11. | Урлике Мајфарт    | Западна Немачка | 1,80     |         |
| 12. | Софи Лерист       | Француска       | 1,75     |         |

## Укупни биланс медаља у скоку увис за жене после 11. Европског првенства у дворани 1970—1980.
|     | Земља           |    |    |    |    |
| --- | --------------- | -- | -- | -- | -- |
| 1.  | Источна Немачка | 4  | 2  | 2  | 8  |
| 2.  | Италија         | 3  | 0  | 0  | 3  |
| 3.  | Чехословачка    | 1  | 1  | 2  | 4  |
| 4.  | Мађарска        | 1  | 1  | 1  | 3  |
| 5.  | Бугарска        | 1  | 0  | 1  | 2  |
| 6.  | Аустрија        | 1  | 0  | 0  | 1  |
| 7.  | Западна Немачка | 0  | 3  | 1  | 4  |
| 8.  | Пољска          | 0  | 1  | 2  | 3  |
| 9.  | Румунија        | 0  | 1  | 1  | 2  |
| 10. | Француска       | 0  | 1  | 0  | 1  |
| 10. | Совјетски Савез | 0  | 1  | 0  | 1  |
| 12. | Холандија       | 0  | 0  | 1  | 1  |
|     | Укупно {12}     | 11 | 11 | 11 | 33 |

|     | Атлетичарка        | Земља           |   |   |   |   |
| --- | ------------------ | --------------- | - | - | - | - |
| 1.  | Роземари Акерман   | Источна Немачка | 3 | 0 | 0 | 3 |
| 1.  | Сара Симеони       | Италија         | 3 | 0 | 0 | 3 |
| 3.  | Милада Карбанова   | Чехословачка    | 1 | 1 | 2 | 4 |
| 4.  | Андреа Матаи       | Мађарска        | 1 | 1 | 0 | 2 |
| 5.  | Рита Шмит          | Источна Немачка | 1 | 0 | 2 | 3 |
| 6.  | Јорданка Благоева  | Бугарска        | 1 | 0 | 1 | 2 |
| 7.  | Рита Гилдемајстер  | Источна Немачка | 0 | 2 | 0 | 2 |
| 7.  | Бригите Холлцаплер | Западна Немачка | 0 | 2 | 0 | 2 |
| 9,  | Уршула Кјелан      | Пољска          | 0 | 1 | 2 | 3 |
| 10. | Корнелија Попеску  | Румунија        | 0 | 1 | 1 | 2 |
| 10. | Улрике Мејфарт     | Западна Немачка | 0 | 1 | 1 | 2 |